# St. Ingbert
St. Ingbert, Sankt Ingbert – miasto w Niemczech, w kraju związkowym Saara, w powiecie Saarpfalz. W 2005 liczyło ok. 38 tys. mieszkańców.
W mieście znajduje się stacja kolejowa St. Ingbert.
W mieście rozwinął się przemysł maszynowy, metalowy, szklarski oraz hutniczy.

## Współpraca
Miejscowości partnerskie:
- Ndiaganiao, Senegal
- Radebeul, Saksonia
- Rhodt unter Rietburg, Nadrenia-Palatynat
- Saint-Herblain, Francja

W latach 1967–1970 miejscowością partnerską był również Kahl am Main w Bawarii. Kontakty utrzymywała dzielnica Rohrbach.